# ドメイン知識
ドメイン知識（ドメインちしき、英: Domain knowledge）または領域知識、業務知識は、はっきり限定された、ある専門分野に特化した分野の知識であり、一般知識またはドメイン独立の知識と対比される。この用語は、例えばプログラミングの一般知識と共に製薬業界に関するドメイン知識を有するソフトウェアエンジニアについて説明したりする目的で、より一般的な分野に関してしばしば用いられる。ドメイン知識を有する人物はしばしばその分野の専門家と見なされる。

## 知識獲得
ソフトウェア工学において、「ドメイン知識」は、ターゲット・システムが動作している環境、例えばソフトウェアエージェントに関する知識である。ドメイン知識は、ソフトウェア開発者からよりむしろ、そのドメイン内のソフトウェアユーザーから大抵学ばなければならない。これには、ユーザーワークフロー、データパイプライン、ビジネスポリシー、機器構成と制約が含まれ、ソフトウェアアプリケーションの開発において極めて重要である。専門家のドメイン知識（しばしば非公式かつ構造が不明確）は、知識工学技術者によってコンピュータプログラムとアクティブデータ（例えば知識ベースにおける一連のルール）に変換される。
エンドユーザーとソフトウェア開発者との間のコミュニケーション（情報のやりとり）はしばしば困難である。彼らは情報をやりとりするための共通言語を探さなければならない。
同じ知識は異なるドメイン知識に含まれる。多くのドメインにわたって適用可能な知識は「ドメイン独立の」 知識と呼ばれる。例えば論理学や数学である。ドメイン知識に対する操作はメタ知識によって行われる。